# وداد (مطربة)
وداد (1 سبتمبر 1931 - 20 فبراير 2009) هي مغنية لبنانية - تونسية .

## حياتها ونشأتها
بهية فرج العواد عرفت بعدة أسماء قبل اسم وداد «بهية وبيبي ووداد وهبي،» وُلدت في تونس 1 سبتمبر عام 1931، من أبوين شغلهم المجال الفني، والدتها المطربة الإسكندرانيّة صالحة المصريّة، ووالدها الفنان الحلبي فرج عوّاد عازف العواد من يهود حلب، وكان رئيس الفرقة الموسيقيّة لمنيرة المهدية، وأختها صالحة المصرية، وشقيقتها الكبرى هي أمل، المطربة التي اشتهرت باسم نرجس شوقي، بعد زواجها من الملحن اليهودي اللبناني سليم بصل (سليم شوقي). والاثنان (أمل وسليم) غادرا إلى إسرائيل في سبعينيات القرن العشرين بعدما حامت حولهما شكوك جديدة في شأن اتصالهما بالمخابرات الإسرائيلية.
انتقلت مع عائلتها من بيروت إلى القاهرة، كانت حياتها تشغل التنقل بين العواصم العربية بحكم عمل والديها في الفن، وفي أواخر الثلاثينيات وأوائل الأربعينيات، استقرت العائلة في بيروت أخيراً وبدأت في الإذاعة الوطنية اللبنانية، ثم قامت يعدة جولات فنية في لبنان وسوريا ومصر، حتى بلغت الخامسة عشرة من العمر، ووالدة الموسيقي وعازف البيانو اللبناني العالمي عبد الرحمن الباشا.

## زيجتها
حينما سافرت برفقة والديها إلى القاهرة، تلقّت هناك عرضًا لتصوير أفلام سينمائية مصرية، لكن والدها عارض الأمر، وفرّت مع محمد عبده صالح، عازف القانون في فرقة أم كلثوم، الذي وعدها بأن يجعل منها نجمةً فنية، ولكن ظهرت نواياه الحقيقة بعد الزواج، وتوصّل والداها إلى استرجاعها منه بمساعدة أم كلثوم.
تزوجت من الشاعر اللبناني عبد الجليل وهبي واستفادت منه وتواصلت مع الوسط الفني في لبنان.
زواجها الثالث كان من الموسيقار اللبناني توفيق الباشا، تزوجت سنة 1955، وأنجبت منه 3 أبناء هم: الموسيقار عبد الرحمن الباشا، رندة وريما والذي يعتبر من الأسماء البارزة في التلحين والتوزيع الموسيقي في لبنان والوطن العربي، لحن لها عدة أغنيات كانت حافزاً لها على طريق الشهرة كما لحن لها الأغنية الخفيفة وأغنيات ذات الطابع الشرقي الأصيل والموشحات.

## مسيرتها
- دعاها محمد عبد المطلب إلى أنّ تسجل أغنياته القديمة الأولى بصوتها.[6]
- عرض عليها بليغ حمدي باكورة أعماله لتختار بينها والتي لحّن من منزلها الباريسي لكبار الفنانين والفنانات. هي التي
- اختارت لها المغنية فيروز اسمها الفنّي التي عرفت به «وداد».
- تنقلت منذ صغرها بين العواصم العربية لتحقيق حلمها في الغناء، غنت لكبار الملحنين العراقيين.
- كانت أغنياتها تبث بشكل يومي في الإذاعات العربية وغنت برفقة الكبير وديع الصافي في العديد من الحفلات بين بيروت وحلب مرددة.[7]

## أغاني
- رصيدها أكثر من ستّة آلاف أغنية لم تؤرشَف وطوى النسيان معظمها.[8]
- كانت من أوائل الأغنيات التي سجلتها بصوتها في الإذاعة اللبنانية أغنية «في غفوة الاحلام» و«مر الهوى قربي» من ألحان محمد عبد الكريم، بعد ذلك غنّت من ألحان عفيف رضوان «يا ساكن قلبي» و«يا حبيبة الكل» ولحسن الغندور «الف وردة ووردة» و«لولا الكلام» ومحمود الرشيدي «يا ليالي الهنا تعالي»، لحن لها زكي ناصيف «في وردة بين الوردات» وفيلمون وهبي «نجمات الليل جبتلو» وتوفيق باشا «لفتة نظر» و«لي حبيب» وأعاد الباشا بصوتها بعض الموشحات القديمة مثل «لما بدا يتثنى» بالاضافة إلى موشحات خاصة من ألحانه، وبصوتها أعاد أيضًا بعض أغاني سيد درويش منها أغنية «بصارة براجه»، ومن ألحان سامي الصيداوي غنّت «يا ناعم» و«يسلم لي الفهم» و«صبحتو وما رد» و«لا قلبي ولا بعرفك» وقدم لها حليم الرومي عدة ألحان أيضاً.[9]

## وفاتها
توفيت وداد 20 فبراير 2009، عن سن يناهز 78 سنة بعد معاناة مع مرض الكلي، حيث كانت تذهب يومياً لمراكز غسيل الكلي.